# Grumman AF Guardian
Le Grumman AF Guardian est le premier avion de lutte anti-sous-marine embarqué à bord de porte-avions à être entré en service dans l'aéronavale des États-Unis. Il a été construit à moins de 400 exemplaires et utilisés en service actif de 1950 à 1955. Sa conception imposait l'emploi d'une patrouille mixte avec un AF-2W Guardian de détection et un AF-2S Guardian d'attaque volant ensemble.

## Historique

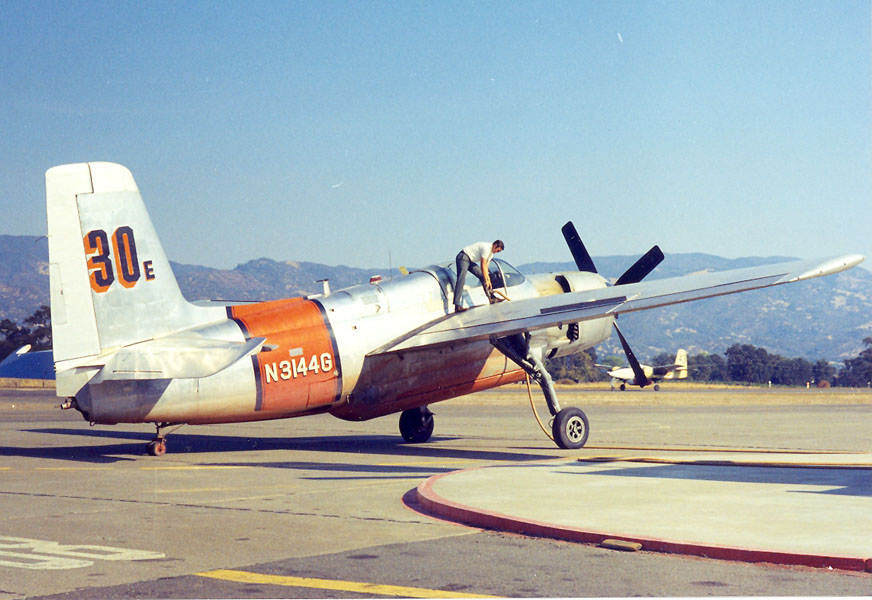
Un AF-2 utilisé comme bombardier d'eau en 1970.

La version AF-2W était destinée à détecter les sous-marins : elle disposait pour cela d'un radar de recherche AN/APS-20 dans un imposant radôme ventral et de 2 opérateurs pour le mettre en œuvre. Elle était également équipée d'un système de contre-mesures APR-98 et d'un indicateur de cap AP-70.
La version AF-2S était destinée à attaquer les sous-marins : elle disposait d'un petit radar de tir AN/APS-30 sous l'aile droite, d'un projecteur lumineux sous l'aile gauche et d'une soute à armement ventrale.
La version AF-3S, apparu en 1952, était une évolution du AF-2S disposant d'un détecteur d'anomalie magnétique rétractable AN/ASQ-8 et du radar AN/APS-31 en remplacement de l'AN/APS-30.
Après leur retrait du service, un certain nombre de Guardian furent modifiés afin d'être utilisés comme avions bombardiers d'eau.

## Engagements
- Guerre de Corée

## Variantes
- XTB3F-1 : prototype avec un moteur à piston à l'avant et un moteur à réaction à l'arrière (3 exemplaires)
- XTB3F-1S : prototype avec un radar sous l'avant mais sans moteur à réaction (2 XTB3F-1 modifiés)
- AF-2W : version de série avec le radar de détection (153 exemplaires)
- AF-2S : version de série sans radar mais avec une soute à armement (193 exemplaires)
- AF-3S : version sans radar équipée d'un détecteur d'anomalie magnétique rétractable (40 exemplaires)

## Utilisateurs
- États-Unis : US Navy, unités [1]:
  - VS-931/20 de septembre 1951 à décembre 1955
  - VS-21 de décembre 1951 à juillet 1956
  - VS-22 (en) de juin 1951 à juin 1954
  - VS-24 de septembre 1950 à février 1955
  - VS-25 d'octobre 1950 à juillet 1954
  - VS-27 de janvier 1952 à janvier 1955
  - VS-801/30 de février 1952 à décembre 1954
  - VS-31 (en) d'avril 1951 à mars 1955
  - VS-831/31 de septembre 1952 à septembre 1954
  - VS-871/37 d'avril 1953 à juin 1955
  - VS-913/39 de décembre 1951 à juin 1955

### Aéronefs comparables
- Breguet Vultur
- Consolidated TBY Sea Wolf
- Douglas XTB2D Skypirate
- Fairey Gannet
- Fairey Spearfish
- Grumman TBF Avenger
- Grumman S-2 Tracker
- Nakajima B6N
- Short Seamew